# Beatrixhaven (Werkendam)
De Beatrixhaven is een binnenvaarthaven in Werkendam, gelegen aan de Nieuwe Merwede.
De Beatrixhaven is opgeleverd in 1985. De aanleg ervan was noodzakelijk, omdat de capaciteit van de oudere Biesboschhaven niet langer toereikend was. De bouw werd gecompliceerd door de vondst van een eeuwenoude strekdam, vermoedelijk uit 1762. Mogelijk ging het om een van de Hoofden van Dordt, die aangelegd werden om de Werkendamse killen sneller te laten verzanden.
De Beatrixhaven werd uiteindelijk op 28 december 1985 geopend door commissaris van de Koningin Dries van Agt, door het vlaggelint bij de havenmond door te varen. Of dit werkelijk gebeurd is, blijft voor altijd een raadsel. Het was die dag zo mistig, dat niemand een hand voor ogen kon zien. En het publiek vanaf de wal al helemaal niet. Slechts het blazen op de scheepshoorn was een teken van leven van de 21 schepen die met zo’n 200 genodigden in de nieuwe Beatrixhaven aanmeerden.
De Beatrixhaven is in 2011 grondig gerenoveerd, waarbij onder andere een nieuwe kade is aangelegd.

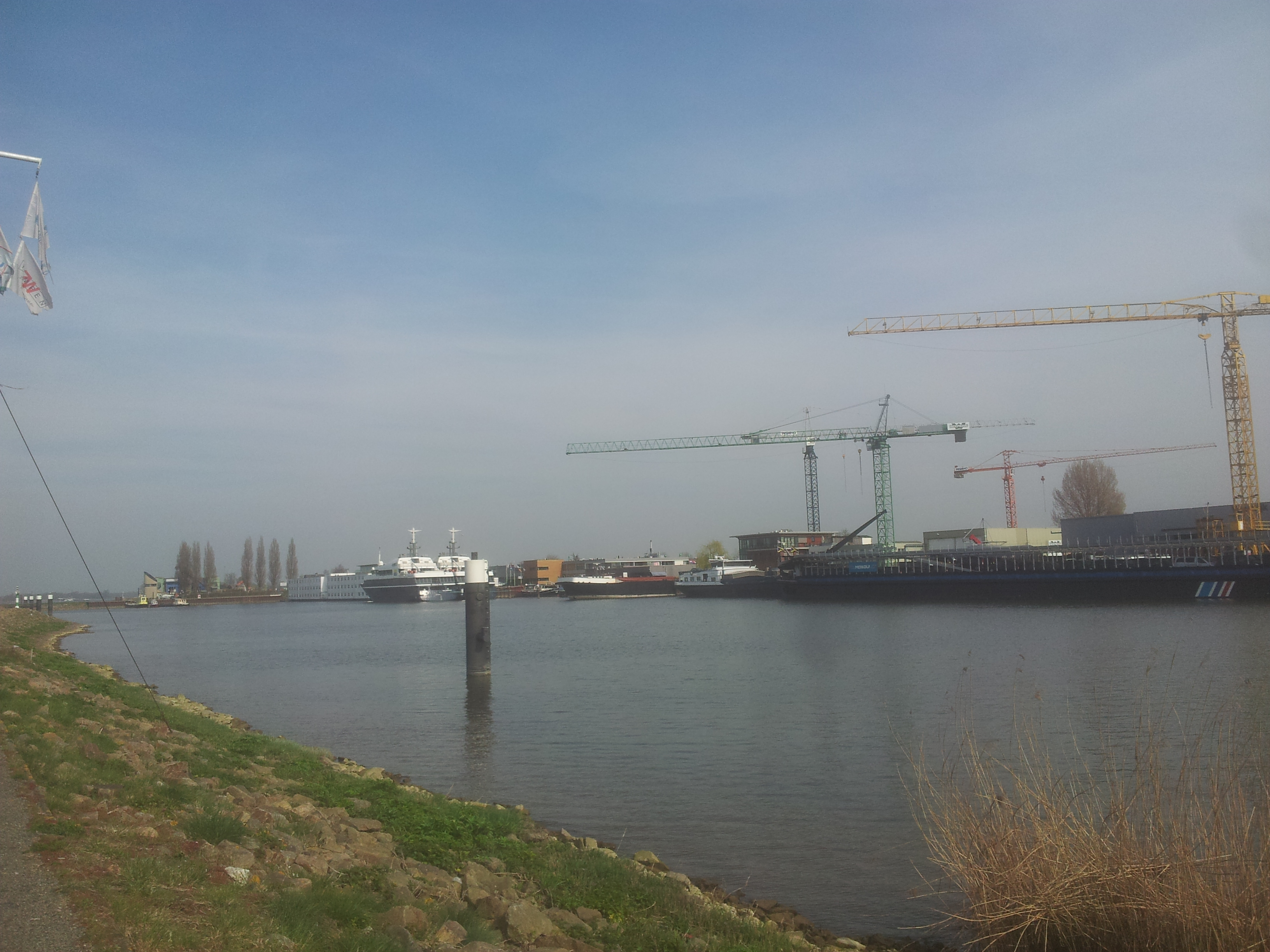
Beatrixhaven te Werkendam, 2011
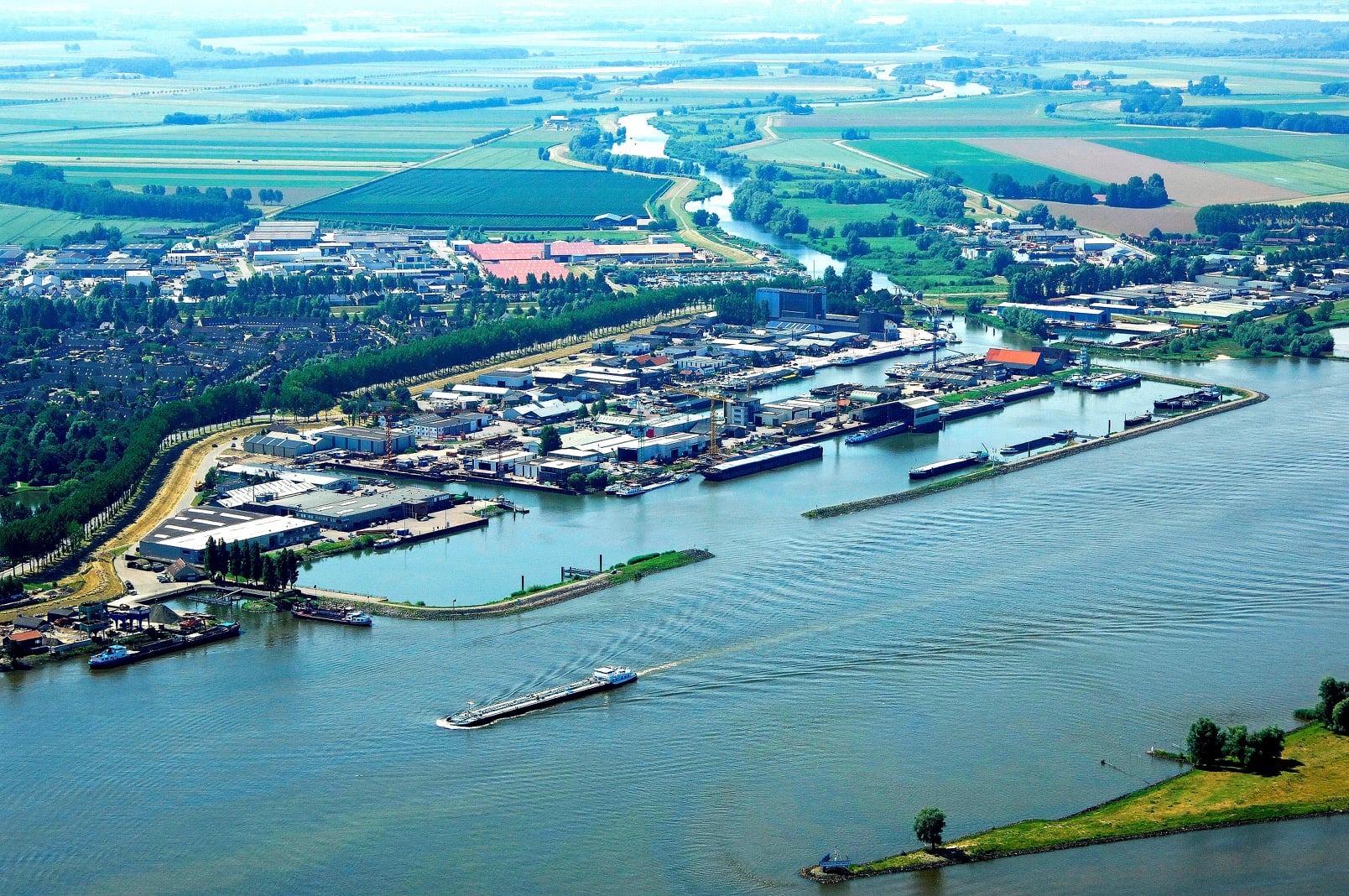
De Beatrixhaven vanuit de lucht
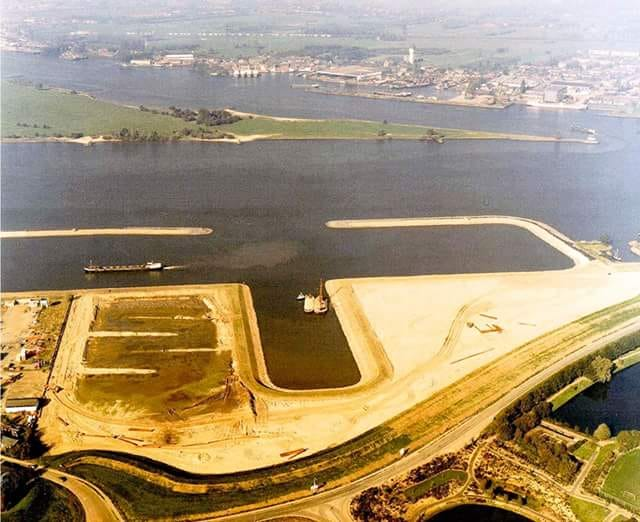
Aanleg van de Beatrixhaven, circa 1982
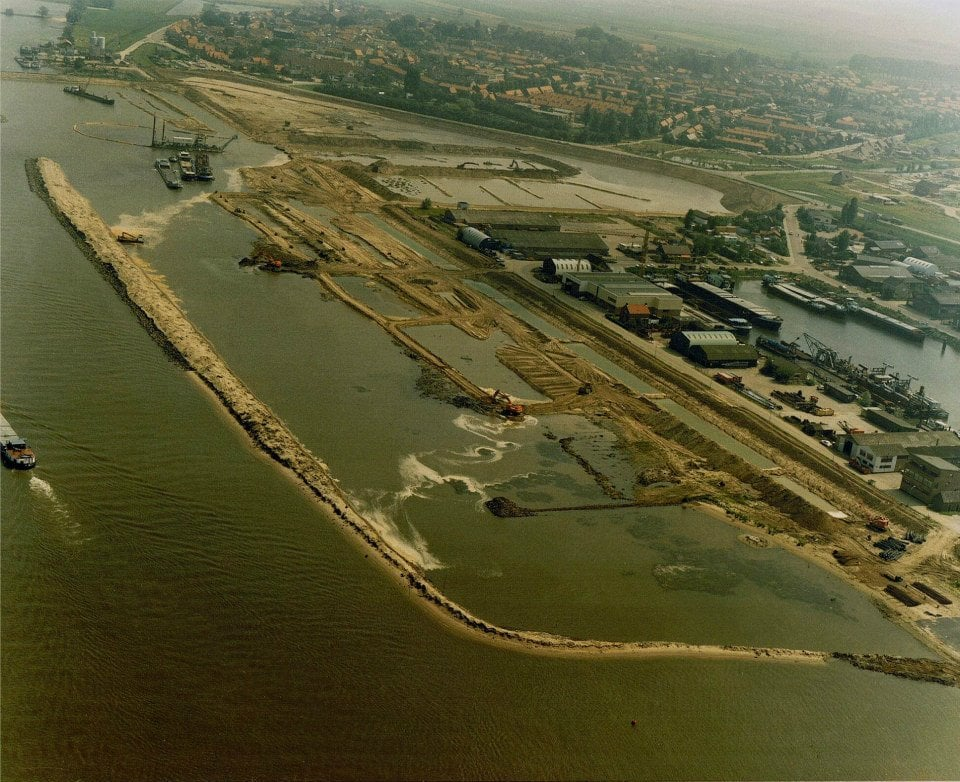
Aanleg van de Beatrixhaven, circa 1984